# Sniper Elite: Resistance
Sniper Elite: Resistance es un videojuego de disparos en tercera persona desarrollado y publicado por Rebellion Developments. Como continuación de la serie Sniper Elite, el juego se lanzó para PlayStation 4, PlayStation 5, Windows, Xbox One y Xbox Series X/S el 30 de enero de 2025. Tras su lanzamiento, recibió críticas mixtas.

## Premisa
A diferencia de las entregas anteriores de la serie, Sniper Elite: Resistance presenta a un nuevo protagonista, Harry Hawker, en una historia ambientada en 1944 en la Francia de Vichy. Hawker ya había aparecido en el modo multijugador cooperativo de Sniper Elite 3, 4 y 5 como segundo personaje jugable. La historia de Resistance se desarrolla simultáneamente con los eventos de Sniper Elite 5.

## Modo de juego
Al igual que sus predecesores, Sniper Elite: Resistance es un videojuego de disparos en tercera persona. Cada nivel del juego es un área grande y abierta que los jugadores pueden explorar libremente, y suele haber múltiples maneras de acercarse a sus objetivos. Los jugadores pueden usar tácticas de sigilo para esquivar a los enemigos, explorar el mapa para encontrar rutas alternativas o usar armas de fuego letales para eliminarlos. Las armas del juego se pueden personalizar ampliamente. Al igual que en los simuladores inmersivos, los jugadores pueden escuchar conversaciones de personajes no jugables o explorar ubicaciones a fondo para descubrir nuevas formas de asesinar a sus objetivos. El juego también incluye misiones opcionales que los jugadores pueden completar. Cuando el jugador mata a un enemigo usando un rifle de francotirador desde una larga distancia, se activará el sistema de cámara de muerte de rayos X, en el que la cámara del juego sigue la bala desde el rifle de francotirador hasta el objetivo mostrando como partes del cuerpo, huesos u órganos internos del cuerpo resultan dañados por la bala.
La campaña del juego se puede jugar en solitario o en línea con otro jugador en modo cooperativo. El juego también incluye el «Modo propaganda», que reta a los jugadores a completar desafíos de combate contrarreloj como un luchador de la resistencia sin nombre. Estas misiones se desbloquean coleccionando carteles de propaganda en el juego principal. Invasión, el modo multijugador asimétrico introducido en Sniper Elite 5, también regresa en Resistance. El juego también cuenta con un modo multijugador competitivo para 16 jugadores.